# Motom

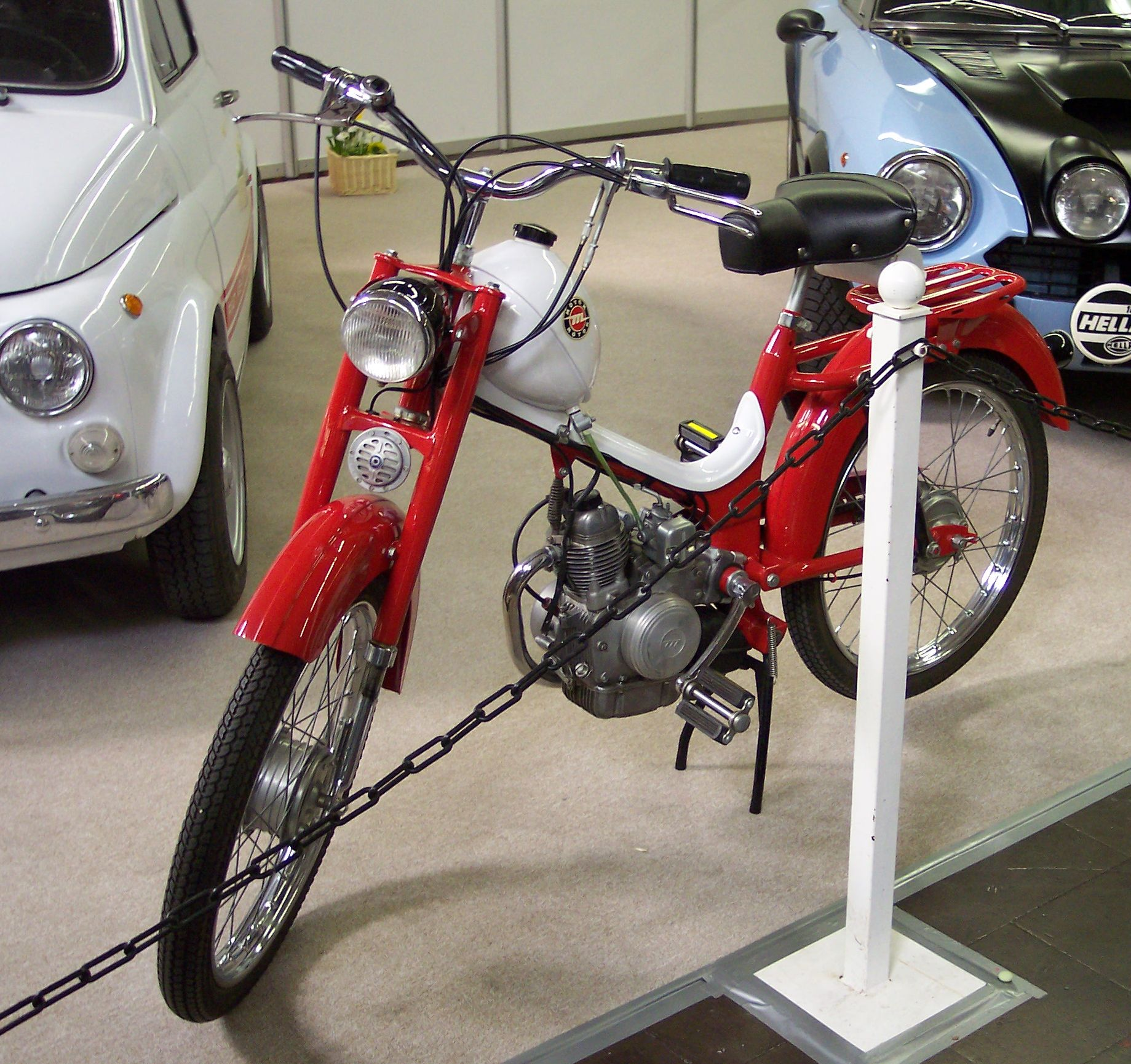
Motom Donna (ca. 1961)

Motom is een historisch merk van bromfietsen.
S.p.A. Motom (Motom Italiana), Milano (1948-1970).
Italiaans merk dat begon met de productie van bromfietsen. Motom bouwde zelf lichte viertakt kopklepmotortjes, maar in de jaren zestig werden ook Zündapp- en Peugeot-tweetaktblokjes ingebouwd. 
Motoms zaten vol interessante technische snufjes, vooral in de periode dat Gilera- en MV Agusta-constructeur Piero Remor er werkte. Er was ook nog een scooter-achtig model, de 160 cc Delfino.